# Hypoleria chresta
Hypoleria chresta är en fjärilsart som beskrevs av Ferriera d'almeida 1951. Hypoleria chresta ingår i släktet Hypoleria och familjen praktfjärilar. Inga underarter finns listade i Catalogue of Life.